# Lymphogranulome vénérien
Pour les articles homonymes, voir LGV (homonymie).
 Mise en garde médicale
Le lymphogranulome vénérien (LGV) ou maladie de Durand-Nicolas-Favre est une infection sexuellement transmissible due à une infection par le biovar Lymphogranuloma venerum subdivisé en 4 sérovars invasifs L1, L2, L2a ou L3 de Chlamydia trachomatis. La maladie a été découverte par Wallace en 1833 puis par Durand, Nicolas et Favre en 1913. Elle affecte surtout le système lymphatique.
Aux États-Unis, en Europe, en Australie et dans la majeure partie de l'Asie et de l'Amérique du Sud, le LGV est généralement considéré comme une maladie rare. Elle est endémique en Afrique, en Inde, dans certaines régions du Sud-Est asiatique et dans les Antilles.

## Épidémiologie
Sa transmission est fréquente et ses conséquences redoutables. Elle atteint les sujets jeunes et représente une grande cause de stérilité chez la femme. Cette infection peut passer inaperçue chez l'homme et surtout chez la femme, d'où la facilité de transmission. C'est une IST fréquente en région tropicale.

## Signes et symptômes

### Stade primaire
Après une incubation de 3 à 30 jours dans les suites d'un rapport sexuel, apparait un micro chancre unique et indolore au niveau de la porte d'entrée du germe (organes génitaux, sphère ano-rectale ou pharyngée). Chez la femme, ces lésions sont généralement vaginales et nécessitent un examen au spéculum pour être détectées.

### Stade secondaire
Deux à six semaines après le rapport sexuel contaminant, apparaissent des adénopathies sur les régions drainant les organes touchés lors du stade primaire. Dans la majorité des cas, ces adénopathies sont inguinales ou fémorales.
Lors de contamination ano-rectale, on note une rectite associée à des douleurs rectales (ténesme), écoulements diarrhéiques mucopurulents et coliques abdominales.
Cette phase s'accompagne de fièvre, de frissons et de douleurs articulaires.
L'évolution laisse apparaître une adhérence des tissus cutanés aux adénopathies abcédées qui s'y fistulisent en
plusieurs pertuis, en pomme d’arrosoir, pour laisser sourdre du pus.

### Stade tertiaire
Les tissus génitaux se sclérosent et une fibrose se forme ainsi qu'un lymphœdème des membres inférieurs avec parfois un éléphantiasis au niveau du pénis, du scrotum, du périnée ou de la vulve. Ces lésions sont définitives.

## Complications générales
On note parfois dans les suites d'une contamination par cette chlamydiae des complications, telles un érythème noueux et une méningoencéphalite.

## Diagnostic
Sérologie : recherche d'anticorps anti-Chlamydia par immunofluorescence
On peut également utiliser un test de fixation du complément ou encore un test ELISA.
L'interprétation est délicate. En effet, la synthèse d'anticorps est aléatoire et les trois espèces de Chlamydia présentent des antigènes communs. De plus, les immunoglobulines G produites persistent même en cas de traitement efficace.

## Prophylaxie et traitement
La prévention passe par l'usage du préservatif.
Le traitement est une antibiothérapie par cyclines (doxycycline, tétracycline) pendant une durée minimale de 3 semaines chez les malades de plus de 8 ans. (Érythromycine chez l'enfant ou en cas d'allergie aux cyclines)
À la suite d'une infection génitale à Chlamydia, on procède toujours à un traitement en parallèle de l'infection à gonocoque qui lui est souvent associée. Il est aussi nécessaire de traiter simultanément la, le ou les partenaires sexuels du patient afin d'éviter des « réinfections ping-pong ».
Les lésions sclérosantes sont traitées chirurgicalement ou par dilatation mécanique. Les abcès ganglionnaires sont mis à plat et drainés par aspiration à l'aiguille.